# Monolithe (chanson)
Pour les articles homonymes, voir Monolithe (homonymie).
Pistes de Ah bah ouais mais bon
La pâte à modeler 17h26
Pistes de Les Wriggles partent en live
Rébecca Passe ton bac
Pistes de Le Best Of
Oh putain non ! Rébecca
Monolithe est une chanson du groupe les Wriggles. Dix-neuvième titre de l'album Justice avec des saucisses et comptant dans la compilation Le Best Of, elle apparaît également dans les DVD du groupe Les Wriggles à la Cigale et Acte V au Trianon. Une version live de la chanson est le troisième titre de l'album Les Wriggles partent en live. Monolithe est l'une des chansons les plus populaires des Wriggles.

## La chanson
C'est l'histoire d'une montgolfière qui survolait le bord de mer. Elle n'avait ni père ni mère ; c'est normal pour une montgolfière...
Avec Monolithe, les Wriggles joignent l'inutile à l'agréable en nous contant, de la manière la plus inefficace qui soit, quelques paroles sans intérêt entre deux personnages à l'importance douteuse, le tout débité avec un flegme apparent.
Sur scène, les Wriggles, alignés le long de la scène, se contentent de s'entre-observer, de chanter ou le cas échéant de toiser le public. Stéphane Gourdon est, là encore, prêt à jouer des cordes vocales pour faire rire le public.
Après la dislocation du groupe, les Wriggles délaissent la guitare et chantent Monolithe a cappella. La chorégraphie à cinq est abandonnée.

## Distribution

### 2002-2006
- Guitare : Antoine Réjasse
- Voix : Christophe Gendreau, Stéphane Gourdon, Antoine Réjasse, Frédéric Volovitch et Franck Zerbib

### Depuis 2007
- Voix : Christophe Gendreau, Stéphane Gourdon et Frédéric Volovitch

## Rôles

### 2002-2006
- Le narrateur : Christophe Gendreau, Stéphane Gourdon, Antoine Réjasse, Frédéric Volovitch et Franck Zerbib]
- Blass : Stéphane Gourdon
- Robert : Franck Zerbib

### Depuis 2007
- Le narrateur : Christophe Gendreau, Stéphane Gourdon et Frédéric Volovitch
- Blass : Stéphane Gourdon
- Robert : Christophe Gendreau